# 谢尔宾卡区
谢尔宾卡区（俄語：район Щербинка）是莫斯科新莫斯科行政区的一区，2024年5月8日组建，谢尔宾卡城市行政区、南布托沃区的一部分和曾存在的2个行政区一同组成了该区。